# Henri de Chivré
Henri Ier de Chivré, mort le 8 juillet 1638 à Saint-Omer était un chef militaire français du XVIIe siècle. Homme de guerre, il fut maréchal de camp, servit Louis XIII et Louis XIV et mourut d'une blessure lors du siège de Saint-Omer.

## Biographie

D'argent, à un lion de sable, armé, lampassé et couronné de gueules.

Henri Ier de Chivré est issu d'une famille calviniste de l'Anjou. Son père, Jacques de Chivré, fut protestant et sa mère Cécile de Montceaux, dame d'honneur de Catherine de Bourbon, sœur d’Henri IV.. Il est le frère de Catherine de Chivré, née au mois d'avril 1586 de Jacques de Chivré et de Cécile de Monceau, qui eut pour marraine au temple protestant Catherine de Bourbon.
Il épousa en premières noces, le 8 août 1619, Antoinette de Carbonnel, fille et héritière de Jacques, seigneur de Chasseguai, et d'Anne de Chaumont-Quitry. Le contrat de mariage est conservé au château de Sottevast. Il s'unit ensuite à Françoise Maret, veuve de Samuel de la Chapelle, chevalier, marquis de la Roche-Giffard, et, en troisièmes noces, à Louise de Fleurigny. Il laissa deux enfants dont son fils Anne de Chivré, né en 1621.
Il continua la grandeur de la famille de Chivré et remplissait, sous Louis XIII, depuis 1632, les fonctions de lieutenant général de l'artillerie de France, qui était la fonction juste en dessous du Grand maître de l'artillerie de France.
En récompense de ses services, Henri de Chivré, nommé gentilhomme de la Chambre, obtint du' roi de France que « la châtellenie et seigneurie de la Barre en Anjou, unie avec celles de la Guénaudière, Saint-Aignan, de Bruère, le Bois-au-Baron, etc., situées en Anjou et au Maine » fût érigée en marquisat par lettres patentes datées du mois de juin 1633 et enregistrées au Parlement.
Henri de Chivré demeurait ordinairement « au château de l'Arsenal, à Paris, paroisse de Saint-Paul. » Il assista aux nombreux combats livrés par les armées françaises contre les troupes de la maison d'Autriche, en Espagne, en Italie, en Allemagne, en Franche-Comté et en Belgique. 
Il figurait au siège de la place de Landrecies, investie le 19 juin 1637 par les soldats du cardinal La Valette. Il fut créé maréchal de camp par brevet du 15 avril 1638. Il rendait aveu, le 16 juin suivant, à la châtellenie de Bouère, pour ses fiefs de Vaugilmer, l'Aubier et la Touchaye. Il est qualifié, dans ce document, baron de Maransin et de Meillan. »
Il commandait l'artillerie au siège de Saint-Omer. Les lignes ayant été attaquées, le 8 juillet de la même année, par les forces rivales sous les ordres de Ottavio Piccolomini et du prince Thomas de Savoie-Carignan, chef des Impériaux, le marquis de la Barre fut chargé par le maréchal de Châtillon de la défense du marais avec 1 000 hommes des régiments de Navarre et du régiment suisse de Molondin. Mais, en voulant reprendre une redoute que les ennemis venaient d'enlever, il eut la cuisse cassée d'un boulet de canon et succomba le lendemain. 
Il est regretté comme un des meilleurs officiers du royaume, suivant la lettre du maréchal de Châtillon, qui rend compte de sa mort. Le roi réserva sa charge de lieutenant général de l'artillerie pour son fils, encore trop jeune, et la lui donna par provisions du 10 janvier 1643. Relatant le même fait, un autre auteur dit que le marquis de la Barre fut très regretté « pour sa valeur et son expérience du fait de l'artillerie. » Il ajoute que son fils, âgé de seize ans, fut blessé dans la même affaire. La Gazette de France constate que le sieur de la Barre commandait l'artillerie en 1638 et qu'il était devant Saint-Omer le 8 juillet, sans mentionner son décès.

## Les fils
Dès le 23 mai 1641, Anne de Chivré, chevalier, marquis de la Barre, est qualifié « lieutenant général de l'artillerie de France, émancippé, estant et jouissant de ses droietz soubz l'auctorité de Claude Chrestien, escuyer, sieur des Créneaux, son curateur par sentence donnée au Chastelet de Paris le vingt sixième jour d'octobre mil six cens trente-huit; ledict sr de la Barre, héritier par bénéfice d'inventaire de deffunct messire Henry de Chivré, son père, vivant aussi seigneur et marquis de la Barre et lieutenant général de l'artillerie de France. ».  Anne de Chivré chevalier et député de la noblesse d'Anjou épouse Anne Vallée de la Chenaille, fille d'un conseiller au parlement de Paris et acquiert la seigneurie du Plessis-Bourel qui comprend les terres de Bierné.
Anne fut lieutenant général de l'artillerie après son père. Mais le La Barre, lieutenant général de l'artillerie de France, qui succomba à la victoire de Rocroi le 19 mai 1643 et fut tué sur ses pièces, selon le récit de l'auteur de la Première campagne de Condé, et d'après le témoignage de la Gazette de France, que le Mgr duc d'Aumale le qualifie « homme entendu et dévoué » semble être Henri II de Chivré.

## Titres
- Marquis de La Barre
- Lieutenant général de l'artillerie

## Pour approfondir